# Templo de Atena Nice

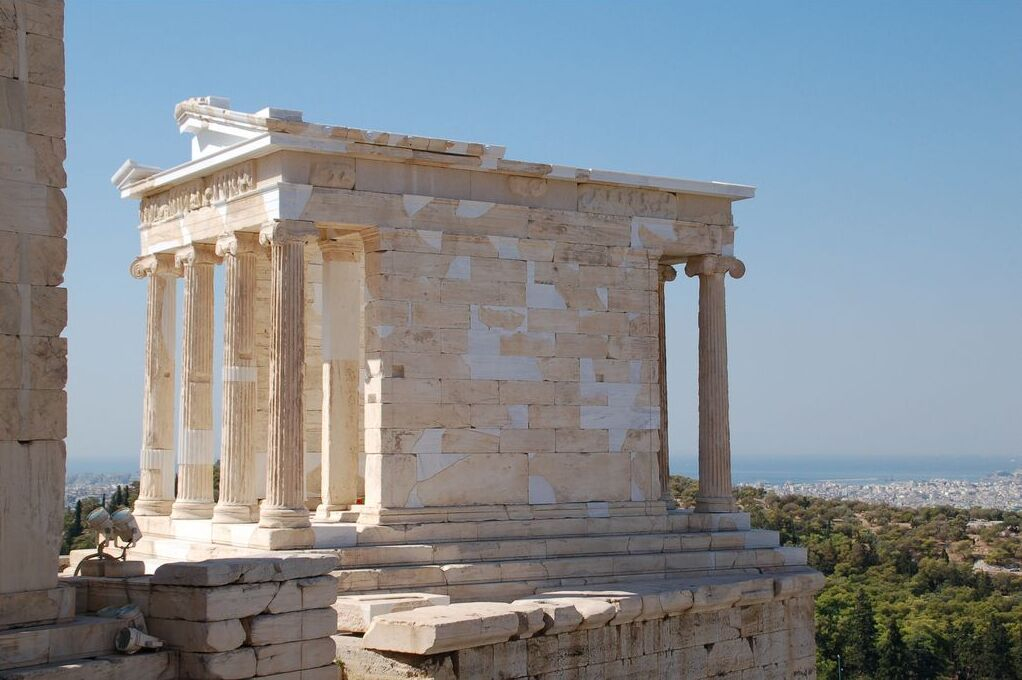
Templo de Atena Nice

O Templo de Atena  era um templo dedicado à deusa grega Atena, localizado na Acrópole de Atenas, na Grécia. Nice significa vitória em grego, e se refere a um dos epítetos comumente dados à deusa na cidade (em grego Νίκη, Níkē ou Niké).
Seu templo era em estilo jônico antigo e localizava-se na parte sudeste da Acrópole, à direita da entrada. Lá, os cidadãos atenienses adoravam a deusa, na esperança de que ela os ajudasse na longa guerra contra a cidade-estado rival, Esparta. O Templo de Atena Nice foi a expressão máxima da ambição de Atenas de se tornar a pólis mais importante da Grécia.
O templo foi construído no local onde havia um outro templo de Atena, que foi demolido pelos persas em 480 a.C.. Havia uma grande estátua da deusa Atena no centro do templo; Pausânias descreve-a como sendo de madeira, segurando um escudo na mão esquerda e uma romã, fruta que simbolizava a fertilidade, na mão direita uma lança. Atena Nice era, originalmente, a deusa alada da vitória. Contudo, para o templo, foi construída uma estátua sem asas, para que assim ela nunca pudesse sair da cidade. Por essa razão, a estátua foi muitas vezes chamada Níkē Apteros (que significa vitória sem asas).